# Beppe Assenza
Beppe Assenza (* 19. März 1905 in Modica, Sizilien; † 23. September 1985 in Dornach) war ein sizilianischer Maler.

## Biographisches
Rosario Giuseppe Assenza wurde als ältester Sohn von Giorgio und Angela Assenza geboren. Er wuchs mit sieben jüngeren Geschwistern in Modica auf. Mit dreizehn Jahren erhielt er ersten Malunterricht von seinem Onkel Orazio Spadaro, dem Bruder seiner Mutter. 1923 begann er sein Studium der Malerei in Mailand. In der Galleria Borgonuovo hatte er 1925 seine erste Ausstellung. Drei Jahre später gewann er einen Wettbewerb in Syrakus, bekam erste Aufträge für den Regierungspalast und für verschiedene Kirchen. Diese Arbeiten waren noch in den klassischen Formen der Renaissance ausgeführt. Assenzas Leben in dieser Zeit war geprägt von einem intensiven Umgang mit anderen Künstlern, Wissenschaftlern und Schriftstellern. Viele künstlerische Projekte wurden gemeinsam entwickelt. So gestaltete er Gedichtbände von Lyrikern und eine Zeitschrift für Wissenschaft und Kunst mit Holzschnitten.
Weil er seinen bisherigen künstlerischen Weg nicht weiter verfolgen und sich von den Traditionen seiner klassischen Ausbildung lösen wollte, verließ Assenza Italien, um die neuen Kunstformen des Impressionismus und des Expressionismus in Deutschland und Frankreich zu studieren. 1937 kehrte Assenza nach Italien zurück. Bereits 1933 lernte Beppe Assenza Karl Stirner kennen, der sich zu einem mehrmonatigen Besuch in Syrakus aufhielt. Von Stirner erhielt der damals 29-jährige neue Anregungen. Die beiden verband eine mehrere Jahre dauernde Freundschaft. Stirner mag mit dazu beigetragen haben, das Bedürfnis in Assenza zu wecken, im Ausland seinen künstlerischen Horizont zu erweitern.
Nach seiner Rückkehr siedelte er nach Rom über, wobei er seine Kontakte nach Deutschland, namentlich zu Stirner aufrechterhielt. Auch sein Atelier in München behielt er bei. Hier lernte er durch die Ausstellung Entartete Kunst erstmals die Werke von Franz Marc, August Macke, Emil Nolde, Alexej Jawlensky, Paul Klee und anderen kennen. Das Verlöbnis mit Gertrud Merkle wurde durch deren nationalsozialistische Gesinnung wieder aufgelöst. In der Folge löste Assenza auch seinen Münchner Standort auf. In Rom lernte er 1937 Bianca Emanuele kennen, die er 1950 heiratete. In den Folgejahren machte Beppe Assenza Bekanntschaft mit der Anthroposophie Rudolf Steiners und beschäftigte sich intensiv mit dessen Ausführungen über das Wesen der Farbe und im Zusammenhang damit mit Goethes Farbenlehre. In den Jahren 1943 bis 1947 entstanden viele monochrome Bilder in Blau, Rot und in Brauntönen.
Durch die ungeklärten Verhältnisse seiner Lebensgefährtin Bianca, sie war noch in einer Ehe gebunden und zur damaligen Zeit war die Annullierung einer bestehenden Ehe ohne Einwilligung des Mannes unmöglich, durch sein künstlerisches Suchen und durch den Zweiten Weltkrieg geriet Beppe Assenza 1942 in eine Seelen- und Lebenskrise. Der Zusammenbruch machte einen kurzen Klinikaufenthalt nötig. Wegen verlorengegangener Einberufungspapiere blieb Assenza der Militärdienst während des Weltkrieges erspart.
Die beginnende Krebserkrankung seiner Frau Bianca veranlasste ihn, mit ihr in eine Spezialklinik nach Arlesheim, Schweiz zu gehen und bis zu ihrem Tod 1958 an ihrer Seite zu bleiben. Trotz seiner hohen Anerkennung in Rom entschloss sich Assenza in der Schweiz zu bleiben. Ein freiwerdendes Atelier bewog ihn, sich in Dornach niederzulassen. Hier begann sein künstlerischer Neuanfang. 1959 begegnete Beppe Assenza seiner Schülerin Gerta Hörstel, die er 1961 heiratete.
Bald gewann Beppe Assenza erneut international hohes Ansehen. 1969 wurde er, der bis dahin eine private Malschule leitete, eingeladen diese als Malschule am Goetheanum weiterzuführen. Sie hatte bald vier Klassen und wurde innerhalb kurzer Zeit zu einer vielbesuchten Kunstschule mit vielen Studenten. Aus dieser Arbeit entstanden im Laufe der folgenden Jahre über dreißig Skizzenbücher. Ebenfalls 1969 zog Assenza in ein neu errichtetes Atelierhaus ein, das eine wohlhabende Erbin und frühere Schülerin für ihn baute. Ab etwa 1970 folgten die zehn Jahre der Hauptphase seines Schaffens mit intensiver Ausstellungstätigkeit und einer immer größer werdenden Schülerzahl. 1978 erstand die Bildmonographie Beppe Assenza mit einem biografischen Abriss und Texten zur Kunst, die Herbert Witzenmann besorgte. Dieser Werkband erschien ein Jahr später in England.
1982 erlitt Beppe Assenza einen Herzinfarkt, der ihn zu einer zweimonatigen Ruhepause zwang. Ein Jahr später trennte er sich von seiner zweiten Frau Gerta. Die 1984 begonnenen Vorarbeiten für ein malerisches Übungsbuch konnten nicht mehr vollendet werden. Beppe Assenza starb am 23. September 1985.

## Werk
Beppe Assenzas Bemühungen – sein Unterricht bei Spadaro, seine Aufenthalte in Mailand, Rom und im Ausland sowie die Anregungen aus der Freundschaft mit Karl Stirner – hatten seine Hoffnung nach einem Lehrer, der ihn bei der Ausbildung seiner Fähigkeiten begleiten würde, nicht erfüllt. Er selbst sah sich deshalb immer als Autodidakt. Hatte sich seine Entwicklung zu Beginn in konkret-figurativen Darstellungen mit viel Liebe zum Detail abgespielt, zeigten seine Arbeiten in der Zeit von 1933 bis 1941, in der starke expressive Bilder entstanden sind, erste Ansätze vom Gegenständlichen wegzukommen und die Farbe für sich sprechen zu lassen. Die intensive Beschäftigung mit Goethes Farbenlehre und Rudolf Steiners Ausführungen hierzu beeinflussten diese Tendenz weiter.
Eine Zeit lang wendete Assenza unter anderen Techniken die sogenannte Knülltechnik an. Das Malpapier wird in Wasser gelegt, abgetropft und dann zusammengeknüllt, um es anschließend auf einem Malbrett aufzuziehen. Seit etwa 1964 verwendete Assenza kaum noch Ölfarbe, sondern bevorzugte Aquarellfarbe und diverse Mischtechniken. Neben Leinwand nahm er Papier und Holz als Untergrund.
In Assenzas neu entwickeltem Kunstverständnis hatte jede Form Bezug zu einer Farblichkeit und jede Farbe eine solche zur Form. Er verzichtete selten auf das figurative Element in seinen Bildern, sondern versuchte immer neue Formaspekte zu bilden. Selbst im Pinselstrich offenbarte sich für ihn Form und somit war auch die Wahl des Pinsels bereits eine Entscheidung für sie. Seine Kritiker erhoben oft den Vorwurf, Assenza male unkünstlerisch, weil er keine abstrakten Bilder male, sondern lediglich seine vorhandenen Formabsichten koloriere. Dagegen meinte Gerta Hörstel in einem Einleitungstext zu einer Ausstellung, dass „der Dynamismus der Farbe, aus dem die Malerei Assenzas gestaltet ist, in den Bildern seine reine Ursprünglichkeit zu bewahren vermag, wobei die Farbe Träger von Form und Ausdruck wird. Es ist die Farbe selbst, die das Hell-Dunkel formerzeugend hervorbringt und zugleich jene starke Strukturierung bewirkt…“
Assenzas künstlerischer Weg lässt sich in vier Perioden unterteilen. Seine akademische Malweise, in der er seine Motive exakt wiedergibt. Durch die Begegnung mit Karl Stirner erreicht er eine Steigerung der farblichen Ausdruckskraft. In der Porträtmalerei entwickelt er eine Steigerung der Ausdruckskraft. In seiner letzten Phase erringt er sich einen neuen Zugang zur Farbe und entwickelt aus ihr heraus seine ihm eigene Formensprache.
Beppe Assenza brachte seine Entwicklung mit folgendem Satz auf den Punkt: „Meine Malerei ist das Ergebnis dessen, alle über Dekaden errungenen Techniken beiseite zu lassen, zu Gunsten der aus der Farbe entstehenden Form im Bild“.

## Ausstellungen (Auswahl)
- 1925 Mailand, erste Ausstellung in der Galleria Borgonuovo
- 1932 Rom, La Mostra Internazionale d’arte sacra
- 1934 Rom, La Mostra d’arte figurativa
- 1935 Syrakus, Beppe Assenza mostra personale
- 1936 Venedig, Biennale
- 1938 Rom, Quadriennale
- 1940 Catania, del pittore
- 1943 Rom, Mostra personale
- 1946 Syrakus, Quarta mostra internazionale arti figurative
- 1953 Caltanissetta, Mostra nationale
- 1961 Winterthur, Galerie im Weissen Haus
- 1962 Kopenhagen, Galerie Santina
- 1968 Dornach, Goetheanum
- 1970 Hamburg Neue Sparkasse
- 1971 Berlin, Anthroposophische Gesellschaft
- 1975 Basel, Galerie zum Bäumlin
- 1980 Wuppertal, Galerie 32
- 1984 Ottersberg, Kunststudienstätte
- 1985 Dornach, Goetheanum. Gesamtschau zum 80. Geburtstag